# إدوارد مكنمارا
إدوارد مكنمارا (بالإنجليزية: Edward McNamara)‏ هو ممثل أمريكي، ولد في 13 أغسطس 1884 في الولايات المتحدة، وتوفي في 10 نوفمبر 1944 ببوسطن في الولايات المتحدة.

## وصلات خارجية
- إدوارد مكنمارا على موقع IMDb (الإنجليزية)
- إدوارد مكنمارا على موقع قاعدة بيانات برودواي على الإنترنت (الإنجليزية)
- إدوارد مكنمارا على موقع قاعدة بيانات برودواي على الإنترنت (الإنجليزية)
- إدوارد مكنمارا على موقع قاعدة بيانات الفيلم (الإنجليزية)